# هواوي ميت بوك
هواوي ميت بوك هو حاسوب 2 في 1 تم إنتاجه بواسطة هواوي. تم إصداره عشية افتتاح المؤتمر العالمي للجوال في 21 فبراير 2016.
ميت بوك هو أول منتجات الأجهزة اللوحية القابلة للفصل 2 في 1 من هواوي. يُعد جهاز هواوي «ميت بوك إكس برو» أكثر قوة من سابقه مايتبوك إكس، لا سيما أن اسم الجهاز يوحي بعض الشيء إلى تعمد منافسة جهاز أبل «ماك بوك برو» مباشرةً. يبدو الجهاز وكأنه حاسوب محمول مصنوع بشكل كامل من الألومنيوم الرقيق الخفيف، مع أطراف مستديرة، وشعار شركة هواوي أعلاه، وهو متاح باللون الرمادي الفضائي، والفضي. وعند فتح الجهاز، سوف تجد لوحة مفاتيح خلفيتها مضيئة مثل جهاز ماك بوك، بالإضافة إلى لوحة لمس كبيرة، وزر التشغيل، وشبكتين على جانبي الجهاز. تاتي شاشة هواوي «ميت بوك إكس برو» بقطر 13.9 بوصة، ومضغوطة بنسبة 3:2 داخل إطار رفيع للغاية. يتوافر جهاز هواوي «ميت بوك إكس برو» بعدة خصائص مختلفة، إذ يمكن الاختيار بين معالج «كور i5» أو «كور i7» من الجيل الثامن، كما يمكن الاختيار بين ذاكرة وصول عشوائي بحجم 8 أو 16 جيجابايت، بالإضافة لإمكانية الاختيار بين سعة تخزينية للقرص الصلب إما 256 أو 512 جيجابايت. قد يكون جهاز  هواوي «ميت بوك إكس برو» نحيفًا، إلا أنه يحتوي على مخرج USB 3.0، إلى جانب مخرج USB-C، ومخرج ثاندربولت 3. يمكن استخدام أي من منافذ USB-C لشحن الجهاز، بالإضافة إلى وجود مخرج سماعة الرأس التقليدي، إلا أنه لا يوجد مكان لقارئ بطاقات الذاكرة.
يمتاز جهاز هوواي 13 شاشة العرض الكامل وتصميمه فائق النحافة ووزنه الخفيف بالإضافة إلى المشاركة الذكية للبيانات لاسلكيًا من خلال ميزة One Hop، ويقدم أيضًا أداء فائقاً ومتانة كبيرة وتصميماً أنيق. يستهدف الجهاز فئة الشباب الذين يريدون منتج يجمع بين التصميم الأنيق والابتكار، مثل الخريجين والمسؤولين الشباب الذين يحتاجون إلى السرعة في إنجاز أعمالهم. ويعيد الجهاز تعريف معايير الشاشات والأداء والربط البيني من خلال الشاشة الجديدة. ويدعم الجهاز الجديد الاتصال الذكي بين الأجهزة الذكية والحواسيب، ما يعيد تعريف التفاعل بين الأجهزة واتصالها ببعضها.
يعتبر لاب توب هواوي ميت بوك دي هو الأقل سعراً من بين هواوي ميت بوك إكس برو وهواوي ميت بوك 13، يعمل بمواصفات وعتاد داخلي قوي مناسب لسعره في الفئات المتوسطة وداعم لويندوز 10. مواصفات اللاب توب ميت بوك دي هي الفئة الأقل من بين الثلاث أجهزة التي تم إصدارها لذلك إن هو ليس الخيار الأقوى من بينهم ولكنه سيكون الخيار الأفضل بالميزانية التي يأتي بها سعر هذا اللاب توب.

## اسم
تم إعادة استخدام اسم ميت بوك لاحقًا لأجهزة الكمبيوتر المحمولة من هواوي وهي هواوي ميت بوك إكس برو وهواوي ميت بوك دي وهواوي ميت بوك 13.